# Simon Scarrow
Simon Scarrow, född 1962 i Nigeria, är en brittisk författare. I sin romanserie Silverörnen skriver han om de två romerska soldaterna Macro och Catos äventyr i romarriket vid vår tideräknings början. Böckerna har översatts till flera språk.
Scarrow har tidigare arbetat som lärare men är idag författare på heltid. Han är tillsammans med sin familj bosatt i Norfolk i England.

### Silverörnenserien
| Sv. titel      | Sv. utgivnår | Orig. titel              | Orig. utgivnår | Ordning i handlingen |
| -------------- | ------------ | ------------------------ | -------------- | -------------------- |
| Legionären     | 2010         | Under the Eagle          | 2000           | 1                    |
| Erövringen     | 2010         | The Eagle's Conquest     | 2001           | 2                    |
| Jakten         | 2010         | When the Eagle Hunts     | 2002           | 3                    |
| Upproret       | 2011         | The Eagle and the Wolves | 2003           | 4                    |
| Sveket         | 2011         | The Eagle's Prey         | 2004           | 5                    |
| Profetian      | 2012         | The Eagle's Prophecy     | 2005           | 6                    |
| Hotet          | 2012         | The Eagle in the Sand    | 2006           | 7                    |
| Centurion      | 2010         | Centurion                | 2007           | 8                    |
| Gladiatorn     | 2013         | The Gladiator            | 2009           | 9                    |
| Legionen       | 2014         | The Legion               | 2010           | 10                   |
| Konspirationen | 2014         | Praetorian               | 2011           | 11                   |
| Återkomsten    | 2015         | The Blood Crows          | 2013           | 12                   |
| Blodsbröder    | 2016         | Brothers in Blood        | 2014           | 13                   |
| Druiderna      | 2017         | Britannia                | 2015           | 14                   |
| Segraren       | 2019         | Invictus                 | 2016           | 15                   |
| Härskaren      | 2020         | Day of the Caesars       | 2017           | 16                   |
| Straffet       | 2021         | The Blood of Rome        | 2018           | 17                   |
| Förrädaren     | 2021         | Traitors of Rome         | 2019           | 18                   |
| Flykten        | 2022         | The Emperor's Exile      | 2020           | 19                   |
| Beskyddaren    | 2022         | The Honour of Rome       | 2021           | 20                   |
| Krigaren       | 2023         | Death to the Emperor     | 2022           | 21                   |
| Rebellen       | 2024         | Rebellion                | 2023           | 22                   |
| Hämnden        | 2025         | Revenge of Rome          | 2024           | 23                   |

### Gladiatorserien
- Kampen för frihet (Fight for Freedom)
- Gatans lag (Street Fighter)
- Spartacus son (Son of Spartacus)
- Marcus hämnd (Vengeance)